# Portão
Portão est une ville brésilienne de la mésorégion métropolitaine de Porto Alegre, capitale de l'État du Rio Grande do Sul, faisant partie de la microrégion de Montenegro et située à 39 km au nord de Porto Alegre. Elle se situe à une latitude de 29° 42′ 09″ sud et à une longitude de 51° 14′ 33″ ouest, à 204 m d'altitude. Sa population était estimée à 28 583 en 2007, pour une superficie de 160 km2. L'accès s'y fait par les BR-116 et RS-122.
Les habitants de Portão sont en majorité descendants d'Allemands.
L'économie de la commune se développe autour de l'industrie chimique, de celle de la chaussure, du cuir et de la céramique, de la culture de citrus et d'acacia noir pour la fabrication de tanins, de l'élevage, de la production de fruits et de légumes et de l'artisanat.

## Villes voisines
- São José do Hortêncio
- Lindolfo Collor
- Estância Velha
- São Leopoldo
- Sapucaia do Sul
- Nova Santa Rita
- Capela de Santana
- São Sebastião do Caí